# 艾拉·斯普拉格·鲍恩
艾拉·斯普拉格·鲍恩（英語：Ira Sprague Bowen，1898年12月21日—1973年2月6日），美国物理学家和天文学家。1927年，他发现并不是真的化学元素，而是双电离氧。

## 奖项和荣誉
1936年，鲍恩当选为美国国家科学院院士。
奖项
- 美国国家科学院亨利·德雷伯奖章 (1942)[2]
- 霍华德·N·波兹奖章 (1946年)
- 美国文理科学院拉姆福德奖 (1949年)[3]
- 弗雷德里克·艾夫斯奖章 （页面存档备份，存于） (1952年)
- 布鲁斯奖章 (1957年)[4]
- 亨利·诺里斯·罗素讲座 (1964年)[5]
- 皇家天文学会金质奖章 (1966年)[6]

以他的名字命名的事物
- 月球上的鲍恩环形山
- 小行星 3363 鲍恩
- 表面湍流通量的鲍恩比

### 讣告
- Aller, L. H. . Quarterly Journal of the Royal Astronomical Society. 1974, 15: 193–196  [2018-04-25]. Bibcode:1974QJRAS..15..193A. （原始内容存档于2016-04-27）.
- Babcock, Horace W. .  53. National Academy Press. 1982: 82–119  [2018-04-25]. （原始内容存档于2012-04-26）.